# Portico

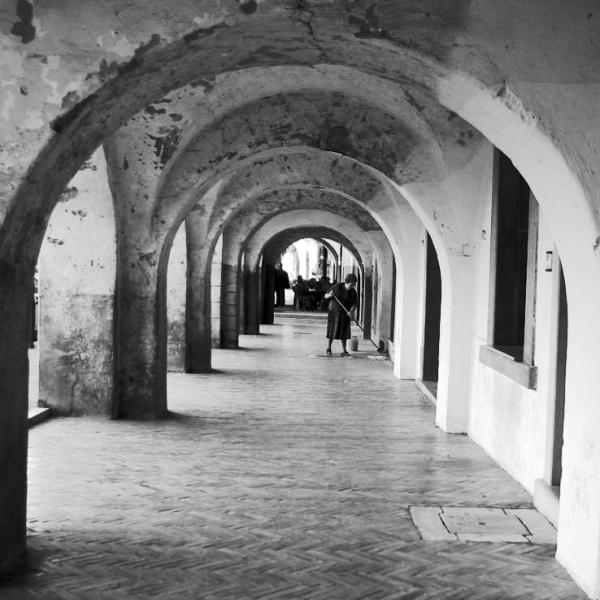
Portici a Venosa

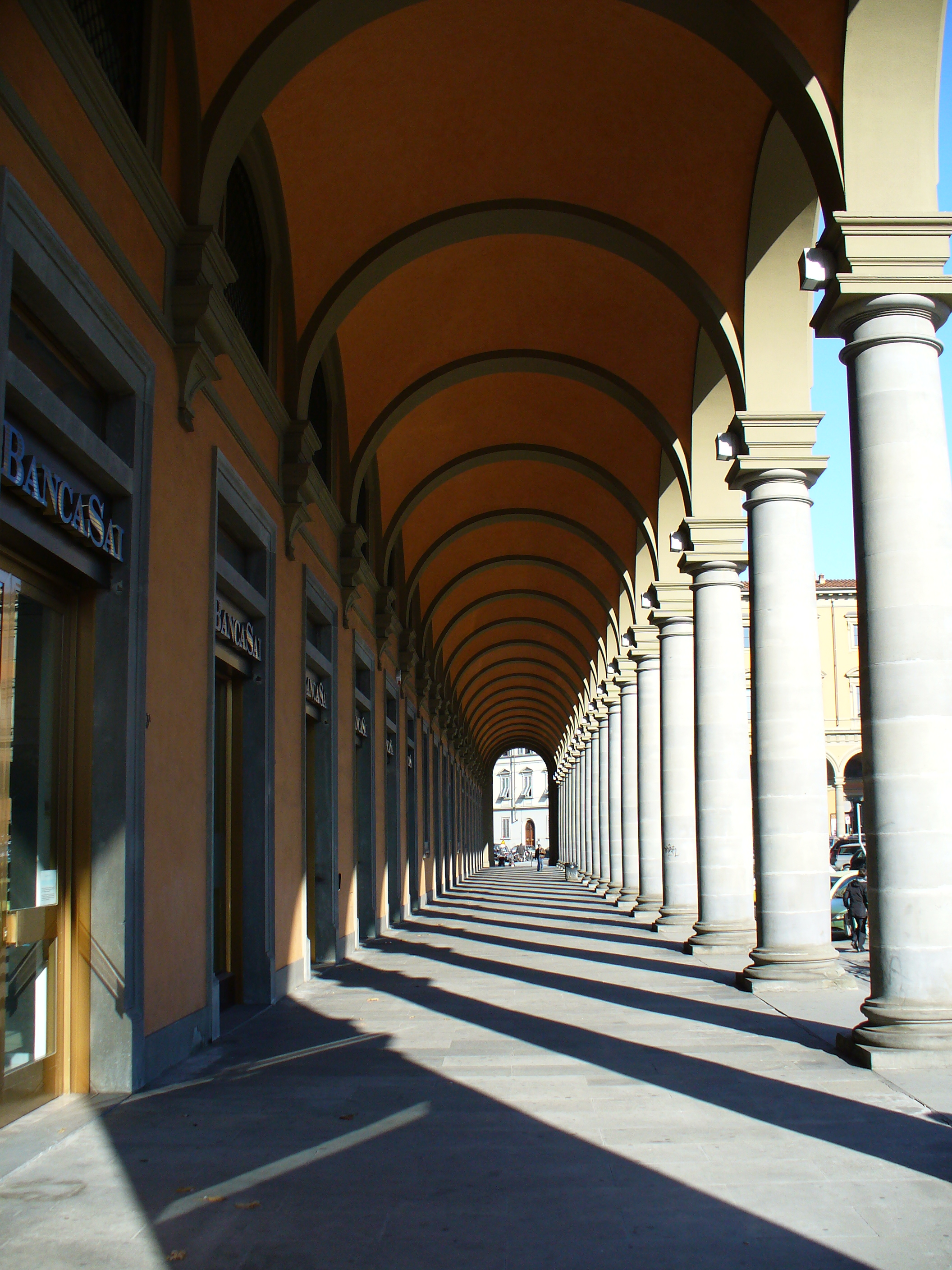
Portici in Piazza della Libertà a Firenze

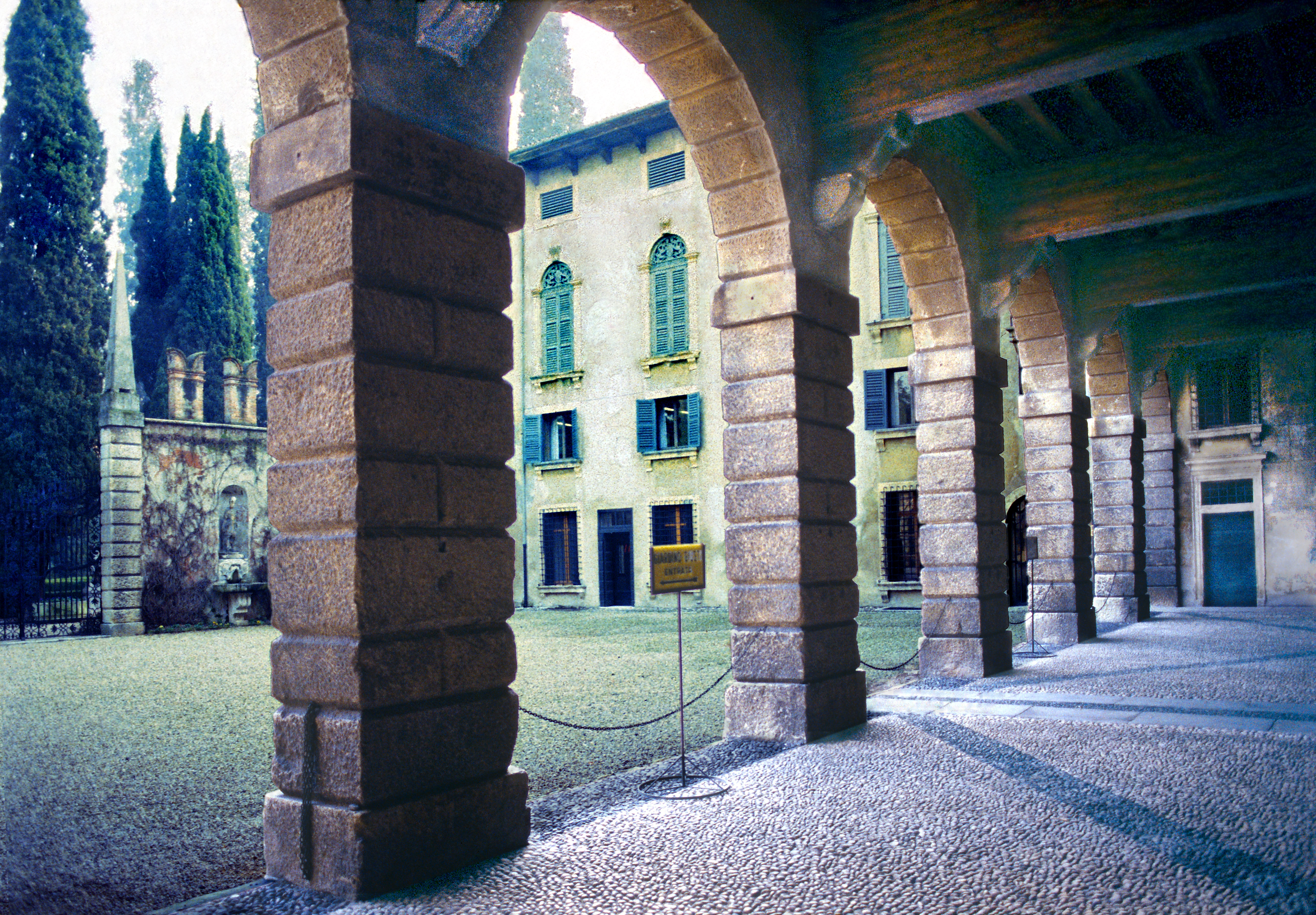
Portico a bugnato di palazzo Giusti del Giardino

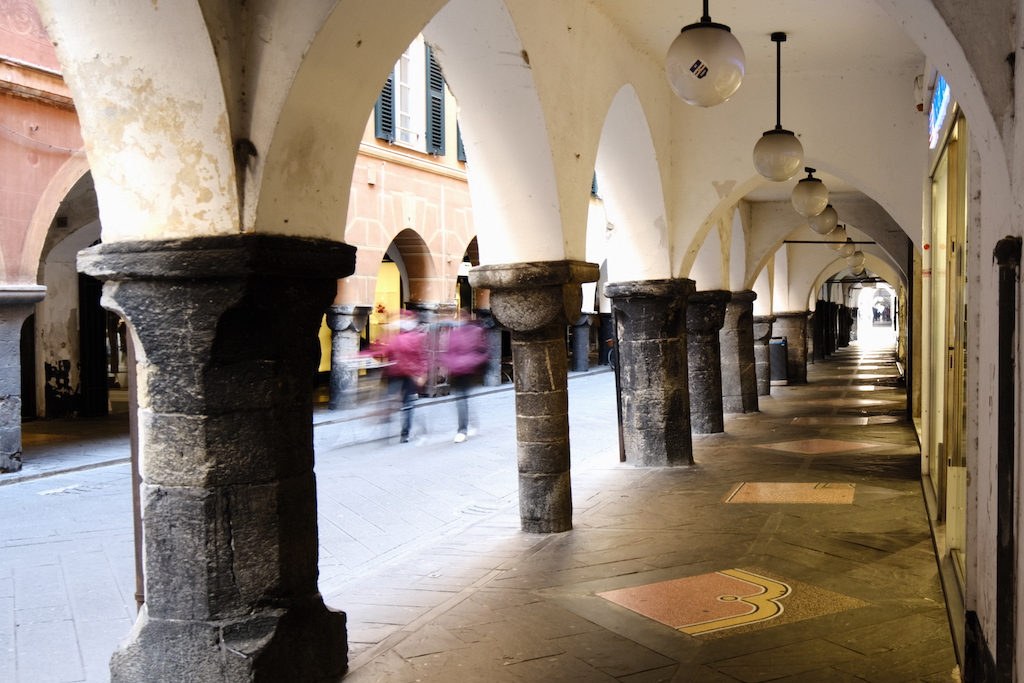
Portici di Via Martiri della Liberazione a Chiavari

Il  portico (dal latino porticus, da porta) è una galleria aperta, collocata per lo più all'esterno e al piano terreno di un edificio; può avere funzione di riparo o anche solo decorativa.
Si parla più propriamente di "porticato" in relazione a un portico molto sviluppato in lunghezza o all'insieme dei portici costituenti un quadriportico, un chiostro o un'altra struttura porticata. Un tipo particolare di portico è anche il nartece, tipico della basilica paleocristiana (dove se è sviluppato su quattro lati è detto quadriportico).
Già noto all'architettura pre-greca, conobbe un grande sviluppo e utilizzo nella civiltà greca (stoà) e romana, nelle quali fu un elemento architettonico importante sia per edifici religiosi che civili; fu molto utilizzato anche nelle epoche successive, particolarmente nell'architettura rinascimentale e nell'architettura neoclassica.

## Città note per i loro portici

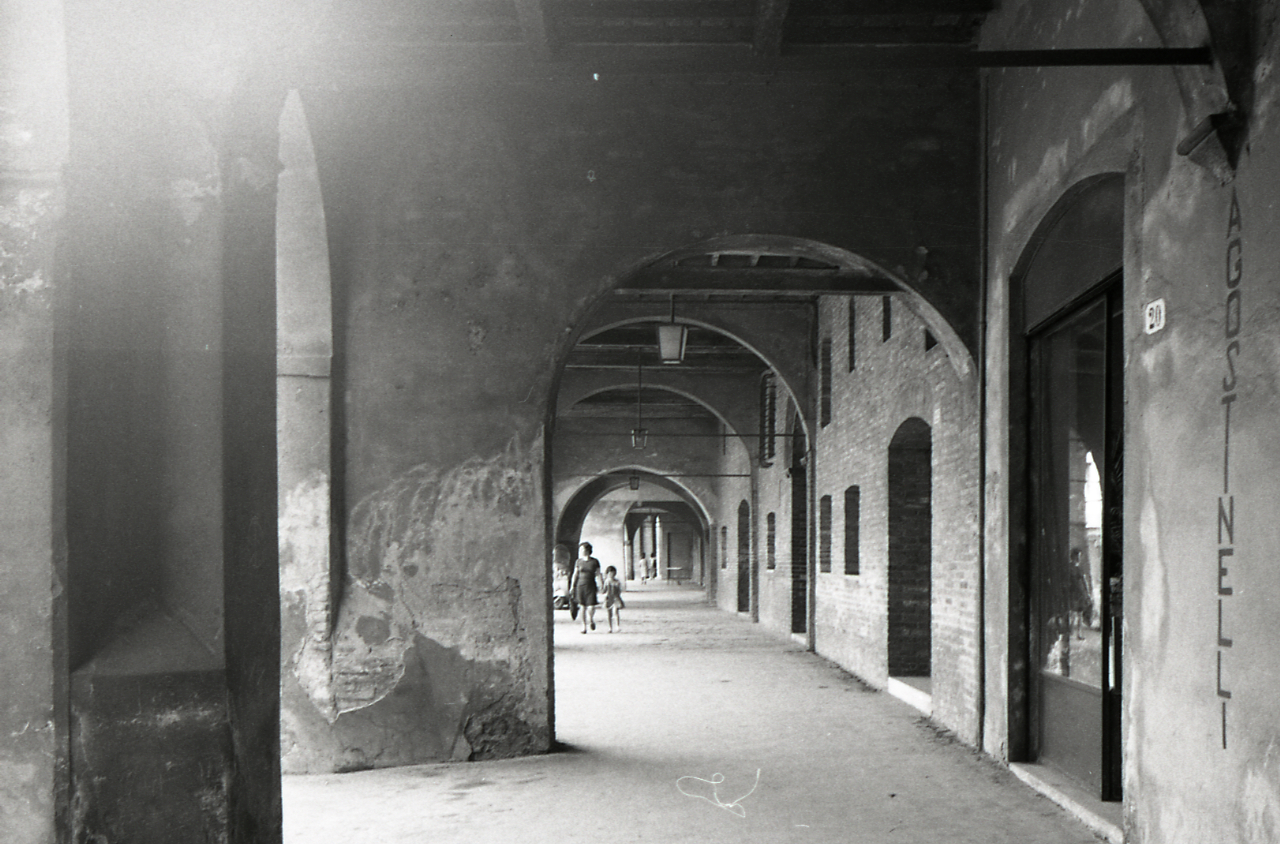
Portici a Ferrara in Emilia fotografati da Paolo Monti nel 1974. Fondo Paolo Monti, BEIC

### Torino
(Lewis Mumford)

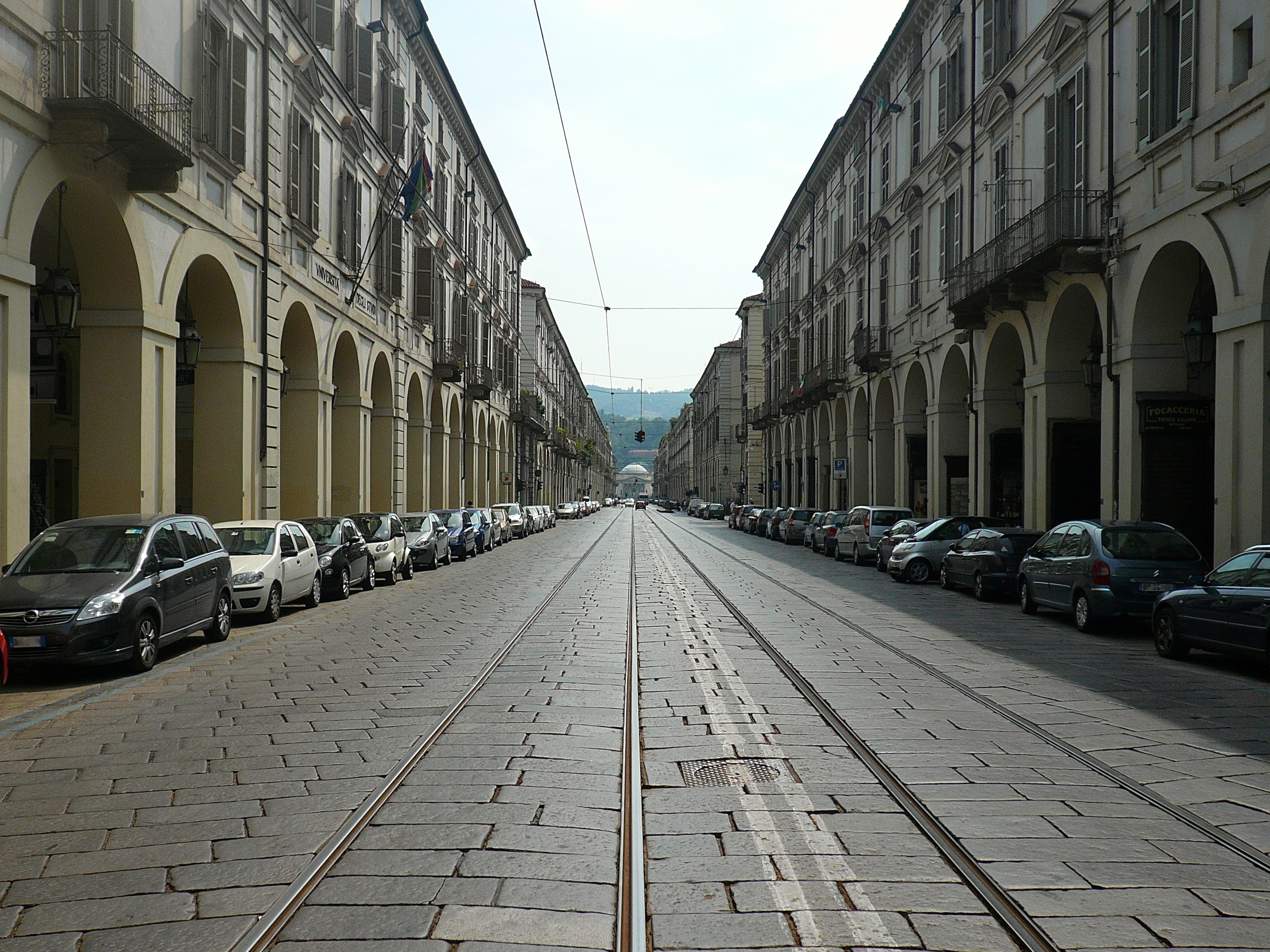
I portici settecenteschi di Via Po a Torino

Torino è famosa per i suoi immensi e maestosi portici. Costruiti nell'arco di numerosi anni per volere di Casa Savoia, questi raggiungono una lunghezza complessiva di diciotto chilometri. I portici avevano una duplice funzione: abbellire il volto cittadino e proteggere dalla pioggia i sovrani. Da sempre sotto i portici sono esistiti locali in cui è possibile fare delle piacevoli soste degustando le specialità locali, come l'esclusivo Bicerin.

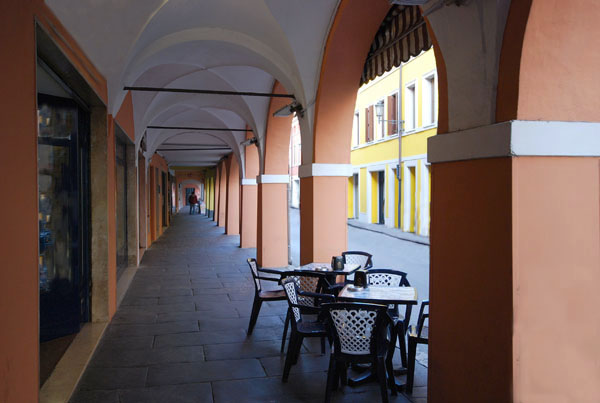
Portici di Castel Goffredo

### Bologna

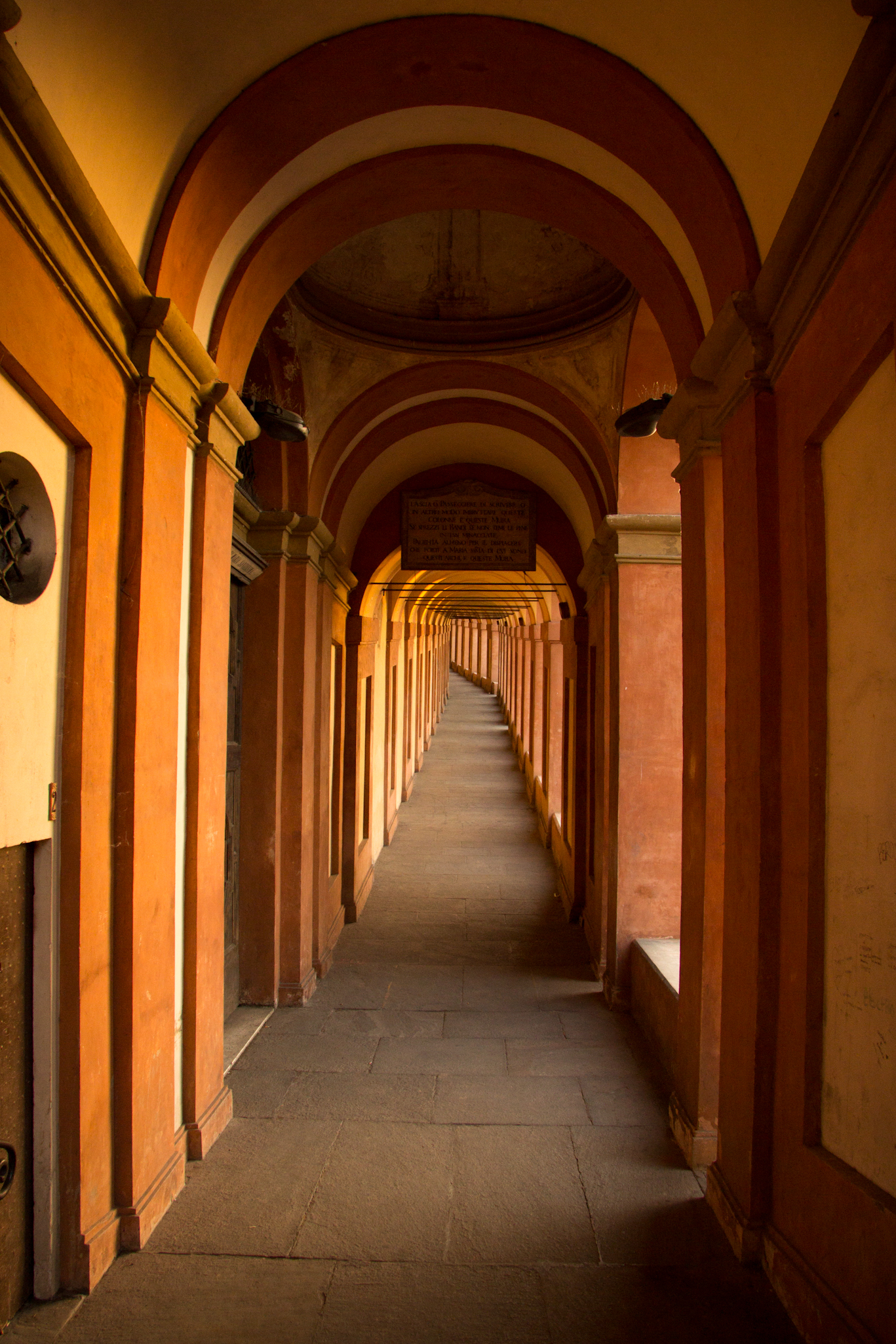
Portico di San Luca a Bologna

Bologna è una città molto conosciuta al mondo per i suoi portici: oltre 38 km nel solo centro storico, alcuni dei quali ancora in legno originale. I portici bolognesi sono presenti in tutte le principali vie del centro storico ed il più lungo e famoso, 666 archi, è quello che porta da Porta Saragozza al Santuario della Madonna di San Luca, sul Colle della Guardia, uno sperone in parte boschivo a circa 300 m s.l.m. a sud-ovest del centro storico di Bologna.
Chiavari
Chiavari è detta la “città dei portici” per una serie di straordinarie peculiarità. In primo luogo la significativa estensione dei portici, calcolata in relazione alle dimensioni della città cui si aggiungono l’estrema diversità di forme, materiali e dimensioni dei portici stessi. Non ultimo, inoltre, il fatto che l’edificazione dei portici è avvenuta con continuità nei secoli, dal Medioevo fino ai giorni nostri. 
L’amministrazione comunale ha avviato un percorso di valorizzazione dei portici e ha coinvolto l’Università di Genova nella realizzazione di un dossier in materia. Questo verrà utilizzato per proporre l’inserimento dei portici nell’elenco dei beni Patrimonio dell’Umanità Unesco.

### Padova
I portici a Padova sono disseminati ovunque nel centro cittadino ed hanno uno sviluppo complessivo di circa 25 km, fissando Padova al secondo posto nel mondo, dietro a Bologna, per il più alto coefficiente tra i chilometri di portici e quelli di strade. La tradizione di costruire in città usufruendo di tale soluzione architettonica è antica, vi sono portici in stile romanico, gotico, rinascimentale, neoclassico e moderno. Rendono possibile l'attraversamento dell'intero centro storico al riparo dalla pioggia e dal sole.

### Cuneo
La città è nota per i suoi portici, circa 8 chilometri, risalenti a varie epoche storiche, dal medioevo all'età barocca, con la presenza di negozi ed attività commerciali.

### Bolzano

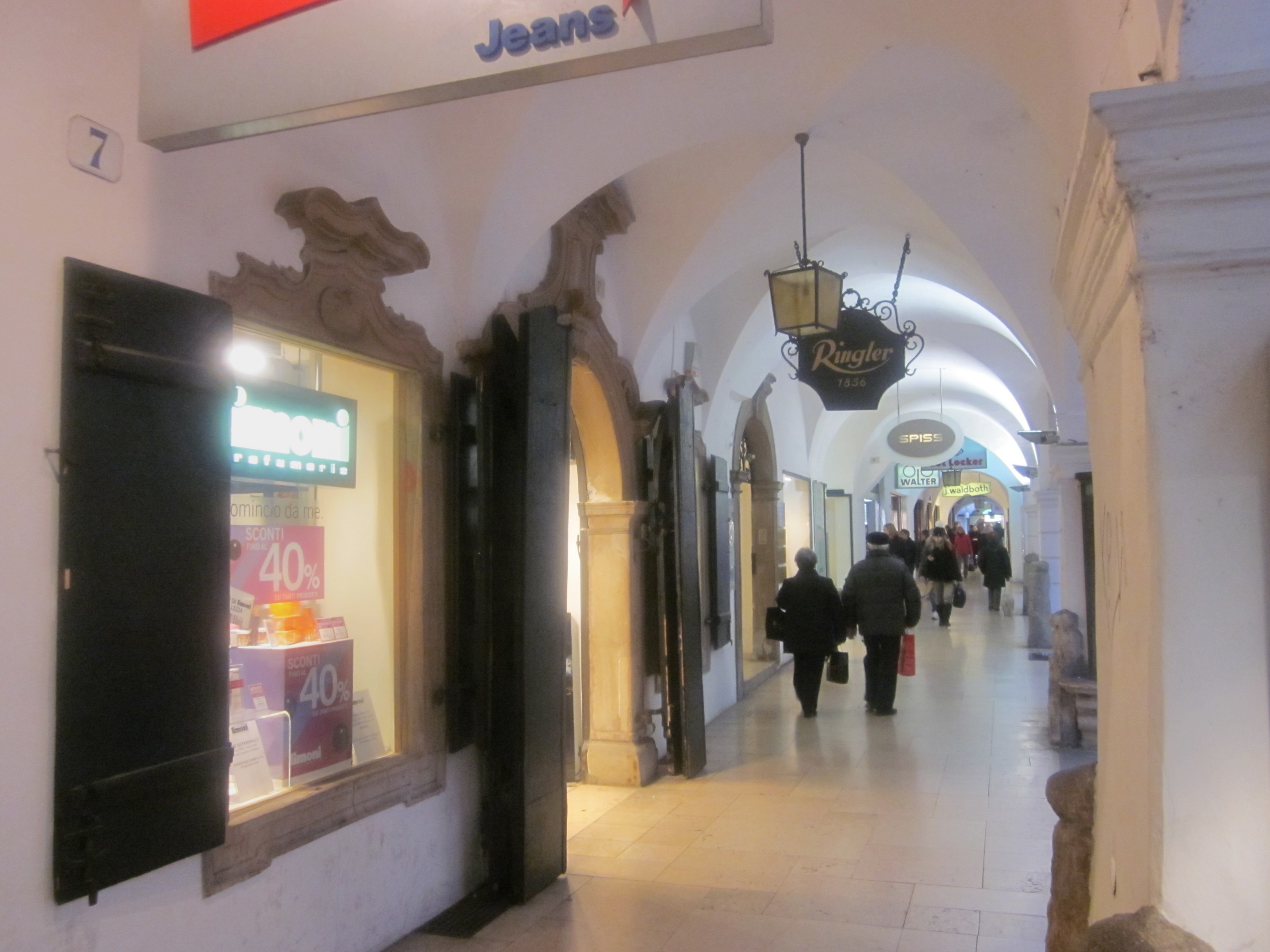
I Portici (Lauben) a Bolzano

I portici sono presenti nella via principale della città che si chiama appunto Via dei Portici (in tedesco Lauben).

### Cava de' Tirreni
Il borgo originario, nucleo della città di Cava, è caratterizzato dai portici che si snodano lungo tutto il corso, accompagnando lo shopping cittadino e la vita notturna.
La parte più antica del centro storico, il Borgo Scacciaventi, è caratterizzato da residenze storiche quattrocentesche e settecentesche, di architettura barocca, durazzesca e tardocatalana. Il porticato è sede di commercio e di artigianato, e animato di sera da pub, american bar e ristoranti.

### Città di origine sabauda

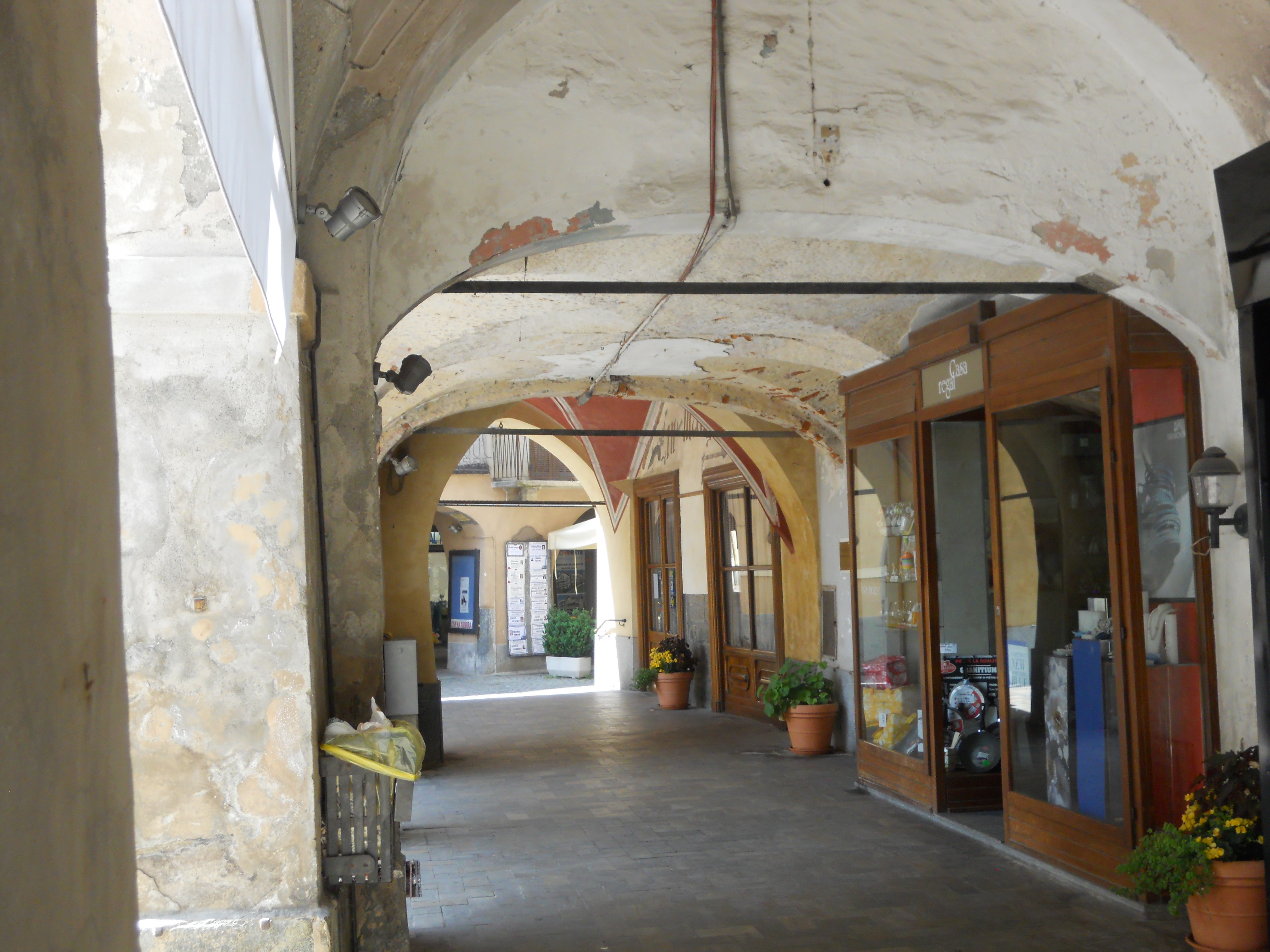
Portici a Savigliano

È facile trovare in molte cittadine e città costruite, ricostruite o ristrutturate dai vari governi sabaudi la presenza di portici, soprattutto nel Nord Ovest dell'Italia, in cittadine piemontesi come Savigliano, Saluzzo, Cherasco, Alba, Fossano, nonché in città marittime in Liguria, notoriamente piovose. 
Un esempio è la città di Imperia, ove la via principale di Oneglia presenta i portici.

## Lista di città italiane per chilometri di portici
| Pos. | Città    | Chilometri |
| ---- | -------- | ---------- |
| 1    | Bologna  | 40         |
| 2    | Padova   | 25         |
| 3    | Torino   | 18         |
| 4    | Cuneo    | 8          |
| 5    | Chiavari | 5          |